# Kenrō Shimoyama
Kenrō Shimoyama (japanisch 下山 研郎 Shimoyama Kenrō; * 12. März 1982 in Yuzawa) ist ein ehemaliger japanischer Freestyle-Skier. Er startete in den Buckelpisten-Disziplinen Moguls und Dual Moguls.

## Werdegang
Shimoyama nahm erstmals im Januar 2000 in Madarao am Weltcup teil und kam dabei auf den 29. Platz im Moguls sowie auf den 17. Rang im Dual Moguls. In der Saison 2001/02 erreichte er in Oberstdorf mit dem achten Platz im Moguls seine erste Top-Zehn-Platzierung im Weltcup und belegte zum Saisonende den 17. Platz im Moguls-Weltcup. Zudem sprang er beim Saisonhöhepunkt, den Olympischen Winterspielen 2002 in Salt Lake City, auf den 20. Platz im Moguls-Wettbewerb. In der folgenden Saison wurde er mit fünf Top-Zehn-Platzierungen Neunter im Dual-Moguls-Weltcup. Dabei erreichte er mit dem siebten Platz im Dual Moguls in Voss seine beste Platzierung im Weltcup und bei den Weltmeisterschaften 2003 im Deer Valley den 24. Platz im Moguls sowie den 17. Rang im Dual Moguls. Zudem gewann er bei den Winter-Asienspielen 2003 in der Präfektur Aomori die Silbermedaille im Moguls-Wettbewerb. Letztmals im Weltcup startete er im März 2004 in Airolo, wobei er den 20. Platz im Moguls errang.

## Erfolge

### Olympische Spiele
- 2002 Salt Lake City: 20. Platz Moguls

### Weltmeisterschaften
- 2003 Deer Valley: 17. Platz Dual Moguls, 24. Platz Moguls

### Winter-Asienspiele
- 2003 Aomori: 2. Platz Moguls

### Weltcup-Gesamtplatzierungen
Shimoyama nahm an 41 Weltcups teil und erreichte sechs Top-Zehn-Platzierungen.
| Saison    | Gesamt | Gesamt | Moguls | Moguls | Dual Moguls | Dual Moguls |
| Saison    | Punkte | Platz  | Punkte | Platz  | Punkte      | Platz       |
| --------- | ------ | ------ | ------ | ------ | ----------- | ----------- |
| 1999/2000 | –      | –      | –      | –      | 4           | 35.         |
| 2001/02   | 43     | 38.    | 256    | 17.    | –           | –           |
| 2002/03   | 37     | 60.    | 260    | 23.    | 144         | 9.          |
| 2003/04   | 6      | 104.   | 88     | 29.    | –           | –           |